# Harborough Magna
Harborough Magna is een civil parish in het bestuurlijke gebied Rugby, in het Engelse graafschap Warwickshire met 502 inwoners.